# Constantius Gallus
Flavius Claudius Constantius Gallus (326 Massa Marittima, Provincie Grosseto – 354 Pula) byl římský caesar v době panování svého bratrance a císaře Constantia II. V letech 351–354 byl pověřený zastupováním císaře ve východních provinciích Římské říše. Byl členem Konstantinovské dynastie.
Byl synem Julia Constantia a Gally, sestry konzula Neratia Cerealise a pretoriánského prefekta Vulcacia Rufina, a zároveň vnukem císaře Constantia Chlora a císařovny Flavie Maximiany Theodory. Narodil se za vlády svého strýce Konstantina I. Velikého a byl jedním z mála mužských členů císařské rodiny, kteří přežili čistku, která následovala po Konstantinově smrti. Jeho manželkou byla Constantina, sestra Constantia.
Za vlády Constantia II. sloužil jako zástupce císaře s titulem caesara se sídlem v Antiochii, kde se zabýval židovským povstáním v letech 351–352.  Nakonec upadl v nemilost Constantia a byl v Pule popraven. Náhradou byl Gallův mladší nevlastní bratr Julianus povýšen do hodnosti caesara a pověřen správou galské prefektury.